# Чарнковский, Казимеж Францишек
Францишек Казимеж Сендзивой Чарнковский (пол. Franciszek Kazimierz Sędziwój Czarnkowski; 1613/1617, Ленчица — 1656, Познань) — полковник Великопольского воеводства, каштелян познанский, староста мендзыжечский в 1643 году.

## Биография
Представитель польского шляхетского рода Чарнковских герба Наленч III. Единственный сын Адама Сендзивоя Чарнковского (1555—1627), старосты ленчицкого, и его третьей жены Катарины Лещинской (1588—1639). Брат Анны, жены Яна Лещинского, и Терезы Констанции, жены Кшиштофа Опалинского, воеводы познанского.
В 1638—1655 годах Францишек Казимеж Чарнковский занимал должность познанского каштеляна. С 1648 года — полковник Великопольского воеводства. Занимал должность старосты Радзыня, Пыздр и Мендзыжеча.
Член Сродского сеймика на чрезвычайных сеймах 1635 и 1647 годов, сейма 1641 года, сейма 1645 года. Член Коронационного сейма 1649 года от Познанского и Калишского воеводств.
Был дважды женат. 1 февраля 1637 года его первой женой была Констанция Любомирская (1622—1646), дочь князя Станислава Любомирского (1583—1649) и княжны Софии Острожской (1588—1622). Их дети:
- Адам Уриэль Чарнковский (1625—1675), староста мендзыжечский

Вторым браком около 1650 года женился на Анне Констанции фон Вейхер, дочери воеводы хелминского Николая фон Вейхера (ум. 1647) и Маргариты Тучинской фон Ведель. Дети от второго брака:
- Катарина Барбара Чарнковская, жена Анджея Гембицкого.